# Dietmar Thöni
Dietmar Thöni (* 19. Jänner 1968 in Leins, Gemeinde Arzl im Pitztal) ist ein ehemaliger österreichischer Skirennläufer. Seine stärksten Disziplinen waren der Slalom und der Super-G. Thöni erreichte einen Podestplatz im Weltcup und einen Sieg im Europacup. 1993 wurde er Österreichischer Meister in der Kombination.

## Biografie
Nach mehreren Siegen in FIS-Rennen wurde Thöni 1986 in den Kader des Österreichischen Skiverbandes aufgenommen. Im Europacup war er zunächst im Super-G erfolgreich und er konnte sich im Laufe der Jahre bis auf den dritten Platz in der Disziplinenwertung der Saison 1989/90 steigern. Im folgenden Winter war Thöni dann der beste Slalomläufer und in der Gesamtwertung belegte er den vierten Platz. In der Saison 1991/92 war wieder der Super-G seine stärkste Disziplin. Der Tiroler feierte in Kvitfjell seinen ersten und einzigen Europacupsieg und belegte in der Disziplinenwertung erneut Rang drei.
Aufgrund seiner Leistungen im Europacup kam Thöni Anfang der 1990er-Jahre auch zu seinen ersten Weltcupeinsätzen und er fuhr zumindest einmal bereits unter die besten 20. Durch die Änderung des Reglements, wodurch ab der Saison 1991/92 die besten 30 Läufer, statt wie davor nur die besten 15, Weltcuppunkte erhielten, holte Thöni am 30. November 1991 mit Rang 23 im Slalom von Breckenridge seine ersten Punkte. Zu Beginn der Saison 1992/93 kam er mit Rang acht im Slalom von Val-d’Isère erstmals in die Top Ten. Im weiteren Saisonverlauf war er jedoch nie besser als 15., ehe er am 21. März 1993 im Super-G von Kvitfjell überraschend den dritten Platz belegte und somit seine beste Weltcupplatzierung überhaupt erreichte.
Im folgenden Winter kam Thöni fünfmal im Slalom unter die schnellsten 15. Sein bestes Resultat war der neunte Platz in Kranjska Gora. Im Super-G kam er nur auf Rang 18 in Val-d’Isère. Anfang Februar verletzte sich Thöni schwer und er musste die Saison vorzeitig beenden. In den nächsten Saisonen startete der Tiroler nur noch im Slalom, er musste aber vermehrt mit Ausfällen kämpfen und zunehmend bereitete ihm das verletzte Knie Probleme. Im Winter 1994/95 war sein bestes Resultat der zehnte Platz am Ganslernhang in Kitzbühel. Im Jahr darauf kam er überhaupt nur zweimal ins Ziel – als 15. in Madonna di Campiglio und als 13. in Flachau. Nach der Saison 1995/96 entschloss sich Thöni zu einer Operation am lädierten Knie und er zog sich vom Spitzensport zurück.
Heute ist Thöni als Trainer tätig und er besitzt in seinem Heimatort eine Ferienpension.

## Erfolge

### Weltcup
- Ein Podestplatz, weitere dreimal unter den besten zehn

### Europacup
- Saison 1987/88: 9. Super-G
- Saison 1988/89: 6. Super-G
- Saison 1989/90: 3. Super-G
- Saison 1990/91: 4. Gesamtwertung, 1. Slalom
- Saison 1991/92: 3. Super-G
- Ein Sieg (Super-G in Kvitfjell 1992), weitere vier Podestplätze

### Österreichische Meisterschaften
- Österreichischer Meister in der Kombination 1993